# Киевская (пещера)
Киевская пещера (пещера КиЛСИ — Киевской лаборатории спелеологических исследований) — карстовая пещера, глубиной 990 м на плато Кырктау, Зеравшанский хребет (Узбекистан, Самаркандская область, Ургутский район).

## Расположение
Вход в полость расположен на высоте 2398 м в крупноглыбовом завале на дне карстовой воронки, в южной части карстово-эрозийной котловины Сарыткал в километре к западу от озера Катакуль. Котловина вытянута с запада на восток, имеет длину около 1,5 км, ширину около 600 м и большей своей частью является поверхностным водосбором шахты.
Плато Кырктау (Киргтаг — «Сорок гор») изобилует всевозможными пещерами с вертикальными карстовыми полостями, гротами, с подземными лабиринтами, карстовыми источниками и озерцами. Всего отмечено и изучено около шестидесяти карстовых полостей.

## История
Была открыта в 1972 году спелеологами Киевской секции спелеотуризма и Лаборатории спелеологических исследований (руководитель А. Б. Климчук). Отсюда и название - Киевская или КиЛСИ.
В 1973 году достигнута глубина 520 м, 1975 году — 700 м,
в 1976 году — 1030 м (киевские и томские спелеологи, руководители А. Климчук и В. Чуйков) и 1080 м (крымские спелеологи, руководитель Г. С. Пантюхин). Топосъемка произведена киевскими (руководитель В. Я. Рогожников) и крымскими (руководитель С. С. Евдокимов) спелеологами.
В 1977 году Всесоюзная спелеологическая экспедиция (руководитель В. В. Илюхин) произвела повторную съёмку шахты с применением гидронивелира и установила, что глубина пещеры 950 м.

## Внутри пещеры
Состоит из чередующихся вертикальных шахт глубиной 20—95 м и наклонных щелевидных галерей длиной 30—50 м. Заложена по системам трещин, связанных с двумя крупными разломами с простиранием 50—230° и 130—310°. С глубины 100 м начинается постоянный водоток, образующий цепь проточных озер глубиной до 1,7 м. Температура воды около 3 °С. Шахта кончается сифоном.
Вторичные образования представлены аллохтонными водными механическими и остаточными отложениями, а также различными водными хемогенными отложениями (сталактиты, сталагмиты, натёчные коры, гуры, забереги, кораллиты и прочее). Температура воздуха 4—5 °С.
Залы и порог, получившие названия: зал Украина, зал Земляничка, зал IV Конгресса ММС, порог Неизвестности.